# Exophiala mesophila
Exophiala mesophila är en svampart som beskrevs av Listemann & Freiesl. 1996. Exophiala mesophila ingår i släktet Exophiala och familjen Herpotrichiellaceae.   Inga underarter finns listade i Catalogue of Life.